# 馬成龍
马成龙（1227年—1292年），成都广都（今四川省成都市双流区东南）人，元朝将领。
马成龙担任南宋濠州团练使。元军至临安，宋朝太后谢道清下诏内外罢兵附元，马成龙奉常德府版籍降元。忽必烈召见他，赐金符，授昭勇大将军、昭州安抚使。参与攻克湖南、江西、广东西诸路，升任为昭毅大将军、招讨使。拜辅国上将军、海北海南道宣慰使。元军征交趾，马成龙主主持馈运，办事不扰民，又造数十大舰运粮，称为海哨马。六十六岁去世。其子马兴祖，明威将军、镇巢万户，战殁；马寿祖，临川县尹；马复祖，袭万户。